# 용산차량사업소 (광주)
용산차량사업소(龍山車輛社業所)는 대한민국 광주광역시 동구 지원동에 있는 광주교통공사 광주 도시철도 1호선의 차량기지로, 심야에 18편성이 주박한다. 차량기지 내에 녹동역이 있다.

## 개요
주요 업무는 광주교통공사 1000호대 전동차의 중검수 및 경검수이며, 기지내에 녹동역이 설치되어 있다. 심야에 광주교통공사 1000호대 전동차 18편성이 주박한다.

## 업무
- 광주교통공사 1000호대 전동차 입·출고 검수관리